# Jacqueline Dulac
Jacqueline -Rosine-Adrienne Dulac és una cantant francesa nascuda el 27 d'octubre de 1934 a Vichy.

## Biografia
Filla única, Jacqueline Dulac va passar la seva joventut en un ambient provincià i tradicional. Molt aviat, la seva vocació fou la de cantar: "Va ser Charles Trenet, va dir, qui em va revelar la cançó". Tanmateix, per respondre a l'oposició dels seus pares, va decidir anar a classes de dibuix i pintura durant dos anys, i després a classes de cant a París, on va haver de fer petites feines per sobreviure. El 1962, amb tossuderia, Jacqueline Dulac va aconseguir compromisos en cabarets parisencs com Le Cheval d'Or, L'Échelle de Jacob, Le Caveau de la Bolée. Va llançar el seu primer disc de 45 rpm a Barclay el 1963, I believe in you.
Després de dos anys de paciència i treball, va ser finalment el Palmarès des jeux, l'espectacle de Guy Lux, el que la va revelar al públic la tardor de 1965 i que la va portar a l'escenari Bobino com a telonera del seu ídol Charles Trenet. Va ser allà on Eddy Marnay va venir a oferir-li la seva cançó Those from Warsaw per competir en el Festival Rose d’Or a Antibes el 27 de juny de 1966. Amb aquesta cançó guanyà el palmarès davant Michel Delpech i Michel Polnareff, entre d'altres... Després de l'èxit de Ceux de Varsovie, Michelle Senlis i Claude Delécluse van venir a presentar-li la seva cançó Lorsqu'on est heureux, el gran èxit de la qual li va permetre gravar el seu primer disc de 33 rpm Contre Jour (RCA), amb el qual va guanyar el gran premi del disc de l'Académie Charles Cros el 1968.
A efectes de la portada del seu nou disc Le lion i per ajudar un domador rebutjat pels circs, durant una gala a la Bretanya, el 27 de juny de 1969 va acceptar entrar sola en una gàbia amb quatre lleons per fer-s'hi una foto. Un d'ells s'hi llançà a sobre, seguit ràpidament dels altres tres i hi hagué una carnisseria! El seu gerent intervingué entrant sol a la gàbia i li salvà la vida. Sortida d'un llarg i dolorós període d'hospitalització, va emprendre una gira d'un mes per l'URSS, seguida d'un viatge al Japó, on va presentar el seu recital. Al seu retorn, va reprendre les seves gires al Quebec, Polònia, Algèria, Líban, Dubai, Bèlgica, Suïssa, Espanya, etc. Després va tornar a Bobino el 1970, un lloc on actuava habitualment. Aquell any també va ser, amb Jacques Dutronc, la coprotagonista del gran cabaret La Tête de l'Art. Des de 1973 fins a la dècada de 1980, va fer regularment gales i gires que la van mantenir allunyada de París. Va publicar diversos àlbums, com C'est merveilleux de vivre (RCA), Mosaïque (CBS), Besoin des autres (Sonopresse), etc.
El 1981, Eddy Mitchell, el fill del qual és el fillol de Jacqueline, li va escriure la cançó S.O.S. amitiés. Va llançar el seu primer CD, Pure laine (EPM), l'any 1990; després el 1993 va seguir amb Il n'y a pas des mots pour le dire (EPM). El 2003, 2004 i 2005 Jacqueline va cantar a l'escenari de l'Olympia com a part del Festival de la Rose d'Or al costat de Julie Pietri, Nicole Croisille, Audrey Valorzi o Daniel Guichard.
Jacqueline Dulac va escriure també la música d'algunes de les seves cançons, amb textos de Claude Delécluse i Michelle Senlis, Michel Bernard, Eddy Marnay, Henri Tachan, Serge Lebrail, i per a la música Jean Ferrat, Francis Lai, Pierre Papadiamandis, Dominique Pankratoff, Michel Bernard, etc. En el seu darrer disc, Flagrant délice (EPM), Jacqueline Dulac signava totes les lletres.

## Discografia

### Àlbums d'estudi
- 1967: Contre-jour (RCA) Grand premi de l'Académie Charles Cros
- 1970: Mosaïque (CBS)
- 1972: Besoin des autres (Quaggi)
- 1976: Tu peux me sourire (VPM)
- 1993: Il n'y a pas de mots pour le dire (EPM)
- 1998: Flagrant délice

### Àlbums enregistrats en directe
- 1970: Bobino 70: C'est merveilleux de vivre (RCA)
- 1983: Jacqueline Dulac en concert (SCPP)

### Recopilacions
- 1967: Les Roses de mai
- 1990: Pure laine (EPM)
- 1993: Trajectoire

### Super 45 rpm
- 1963: Je crois en toi (Barclay)
- 1965: J'ai mal (Palmarès)
- 1966: Ceux de Varsovie (RCA)
- 1966: Lorsqu'on est heureux (RCA)
- 1967: Ballade pour celui-là (RCA)
- 1967: Venise sous la neige (RCA)
- 1968: Les chevaux (RCA)
- 1969: Quand (RCA)
- 1969: Puisque tout renaît (RCA)

### Individuals (45 rpm)
- 1967: E fuori tanta neve (RCA Italie)
- 1967: Parigi è la (RCA Italie)
- 1968: L'aube n'est pas qu'un cri (RCA)
- 1969: Ceux de Varsovie (RCA Japon)
- 1970: C'est merveilleux de vivre (RCA)
- 1970: Lettre des îles/Martin Luther King (CBS)
- 1971: Non ce n'est pas encore l'automne (Quaggi/Sonopresse)
- 1971: Le destin (Quaggi/Sonopresse)
- 1972: Presque l'amour (Quaggi/Sonopresse)
- 1972: Depuis que l'amour m'a quittée (Quaggi)
- 1973: Je t'aime au présent (Quaggi)
- 1973: La petite mort (Butterfly)
- 1974: Fleurs de pierre (VDE)
- 1977: J'apprenais l'Amérique (VPM)
- 1977: On était cousin et cousine (VPM)
- 1978: Habillés par les vagues (Arabella)
- 1981: S.O.S. amitiés (Europ-Melody)
- 1984: Je m'balance… super (SCPP)[3][4]

### Diversos
- 1971: François Gaillard o la vida dels altres (Magel·là, crèdits de la sèrie de televisió)

Més recentment, Jacqueline Dulac també va gravar 17 títols per a Reader's Digest Selection distribuïts en diferents cofres de cançons franceses: Syracuse - Colchiques dans les prés - Deux enfants au soleil - Le jardin extraordinaire - Le pont du nord - Un peu d'amour et d'amitié - Les filles de La Rochelle - Le chant des partisans - Va mon ami va - Jardin d'hiver - L'ami Caouette - Vive la rose - Nature Boy - La chanson d'Orphée - Les eaux de mars - Mes mains - Je t'aime moi non plus (amb Romain Didier)
- Música de cinema composta per Jacqueline Dulac
  - 1973: La Petite mort, de Brigitte Regard.
  - 1974: Fleurs de pierre, de Marc Michel.

## Televisió
- Va participar en la sèrie de televisió italiana Le inchieste del commissario Maigret, a l'episodi titulat Maigret ei diamanti ("La paciència de Maigret"), en el paper del cantant de Le Clou Doré on interpretava la cançó Venise sous la neige.[5]